# Hybos
Hybos is een geslacht van insecten uit de familie Hybotidae en de orde van de tweevleugeligen (Diptera).

## Soorten
Deze lijst van vier soorten is mogelijk niet compleet.
- Hybos culiciformis (Fabricius, 1775)
- Hybos femoratus (Muller, 1776)
- Hybos grossipes (Linnaeus, 1767)
- Hybos reversus Walker, 1849